# Kościół św. Stanisława Biskupa w Jarczowie (stary)
Kościół świętego Stanisława Biskupa – dawna cerkiew greckokatolicka, obecnie nieużytkowany kościół rzymskokatolicki należący do dekanatu Tomaszów - Południe diecezji zamojsko-lubaczowskiej. Jest jedynym rejestrowanym zabytkiem wsi. Jej wizerunek widnieje w herbie gminy Jarczów.

## Historia obiektu
Świątynia została zbudowana jako cerkiew unicka pod wezwaniem Świętego Mikołaja z Miry w 1755 roku. W 1870 roku cerkiew została przejęta przez prawosławnych wiernych. W 1910 roku była remontowana. W 1921 roku świątynia została zamieniona na kościół rzymskokatolicki pod wezwaniem Świętego Stanisława Biskupa. W 1951 i 1963 roku zostały wyremontowane dachy i stropy.

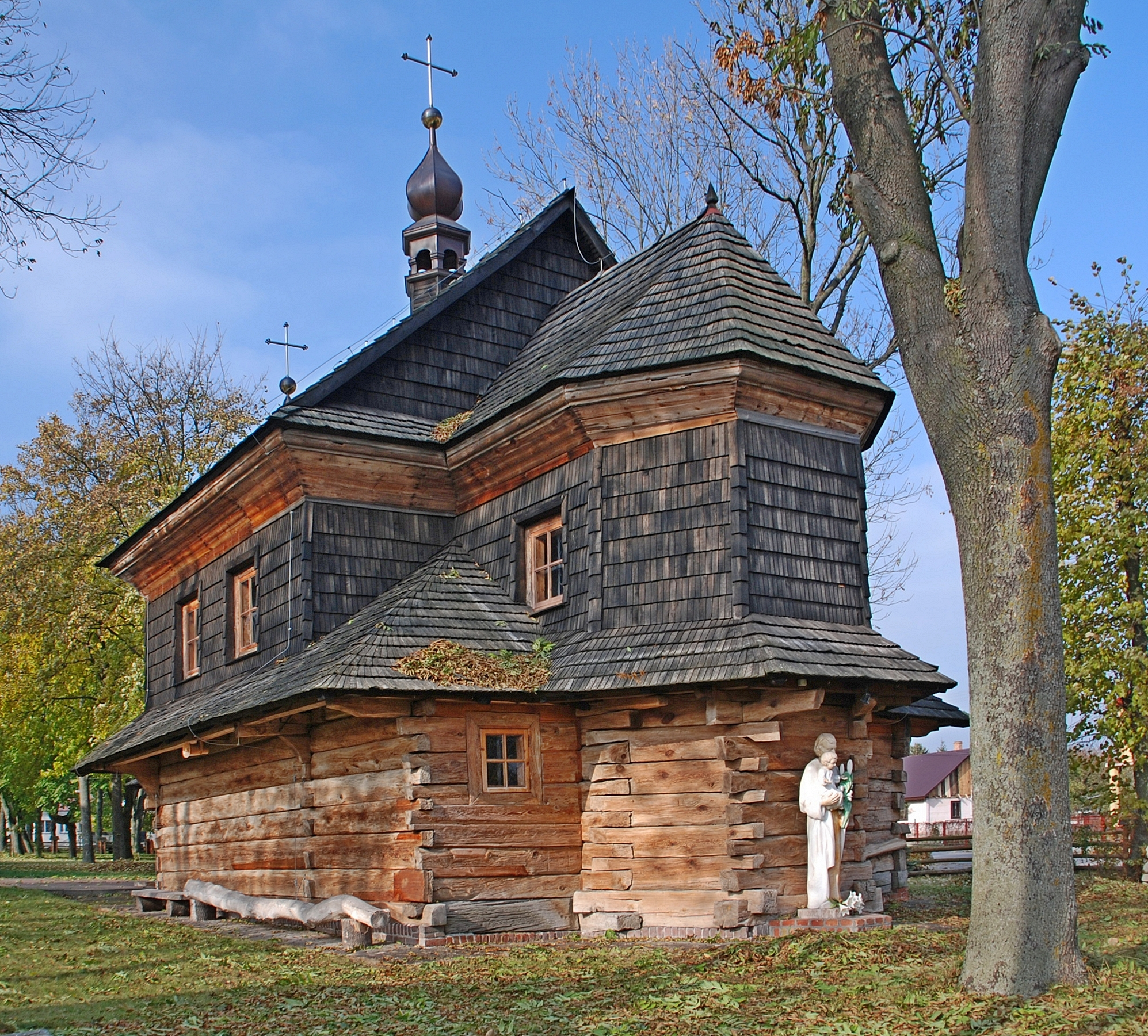
Elewacja wschodnia
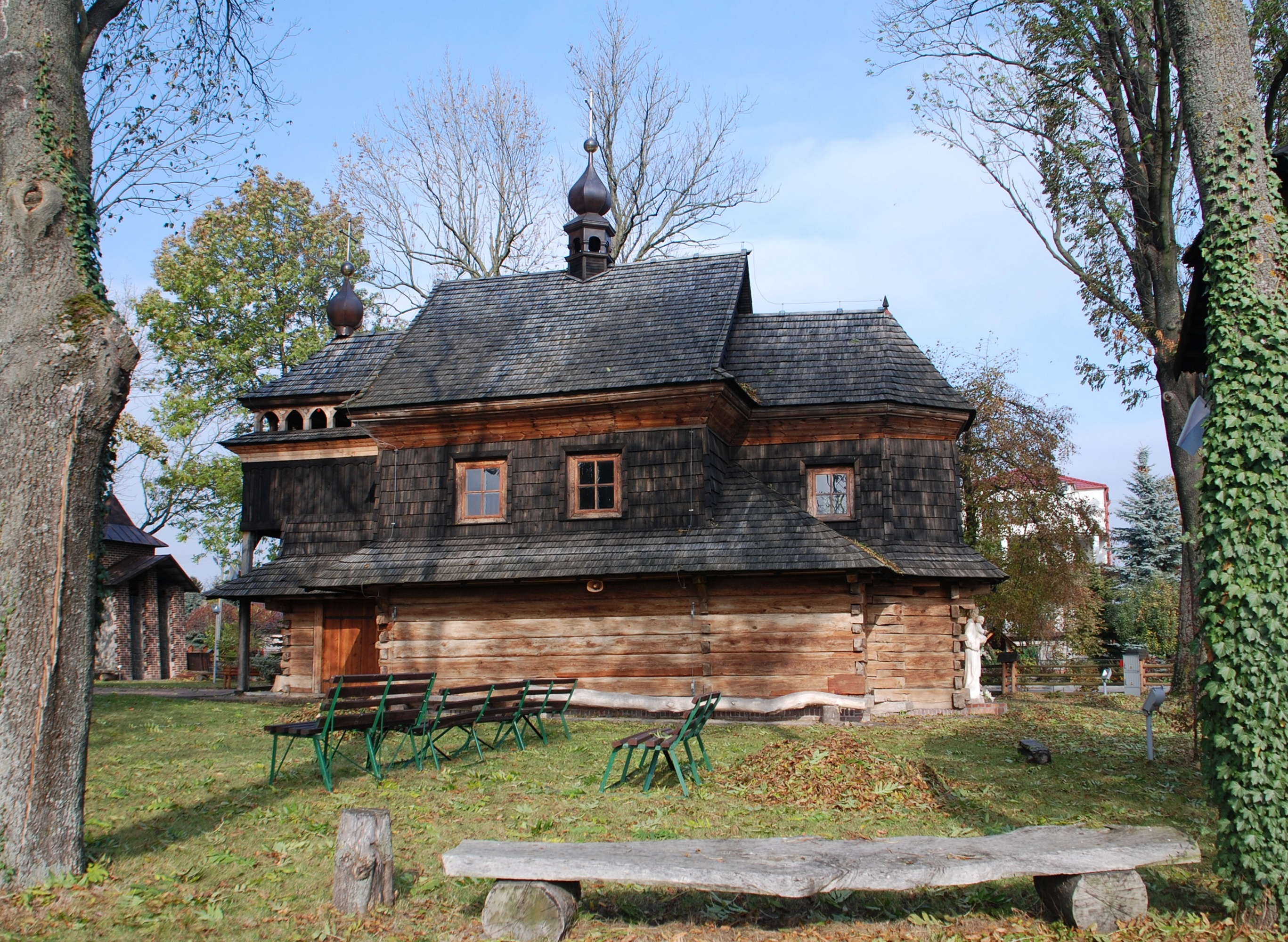
Widok od strony południowej
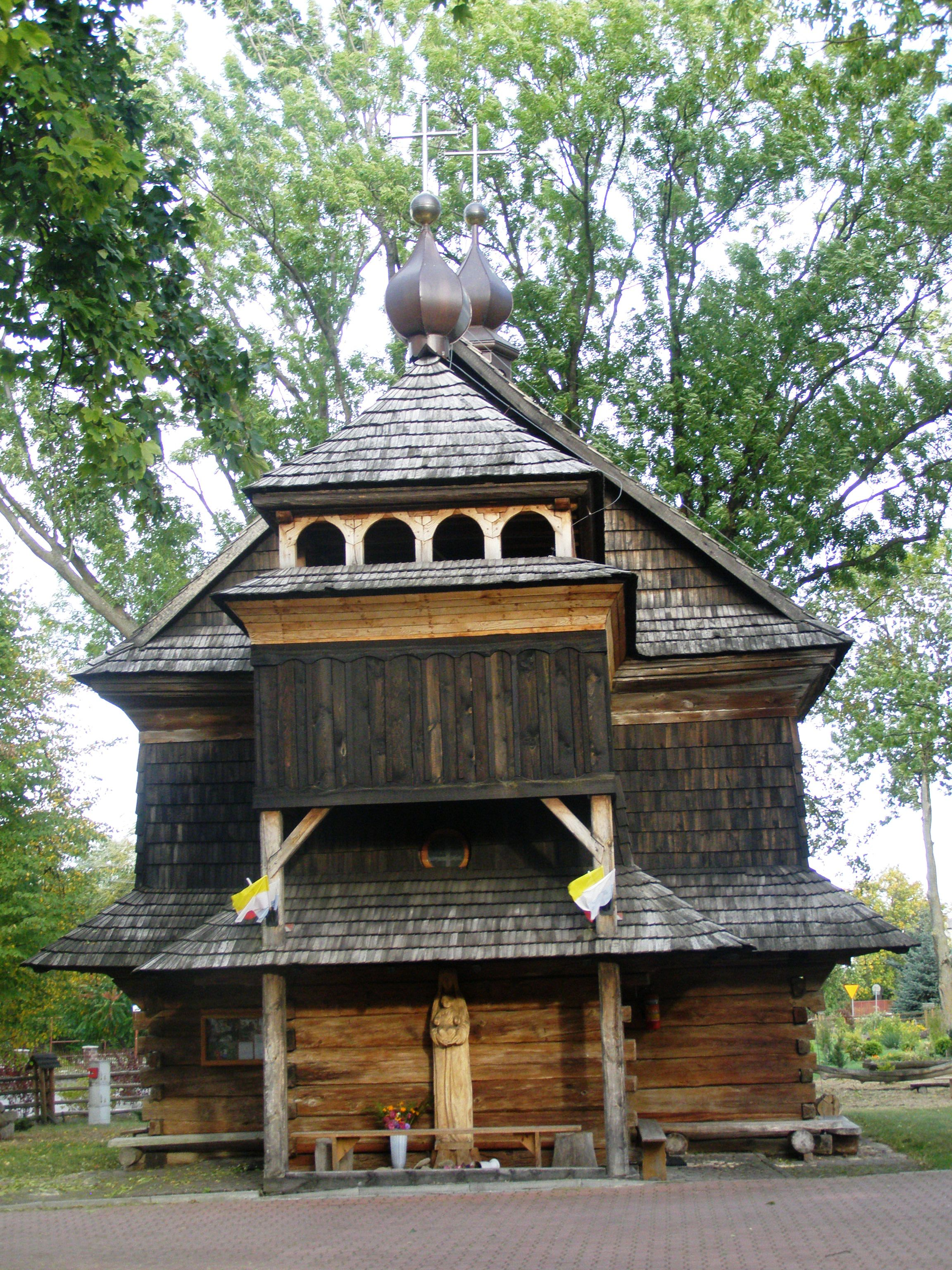
Elewacja zachodnia

## Architektura i wyposażenie
Świątynia jest jednonawowa, posiadająca konstrukcję zrębową. Budowla jest orientowana, wybudowana z drewna modrzewiowego. kościół jest trójdzielny. Składa się z prezbiterium mniejszego od nawy, zamkniętego trójbocznie z dwoma zakrystiami z lewej i prawej strony. Kruchta znajduje się z przodu nawy i mieści na piętrze dzwonnicę o konstrukcji słupowej z arkadową galeryjką. Dzwonnica nakryta jest dachem namiotowym i zwieńczona jest cebulastym hełmem. Dach kościoła jest dwukalenicowy, pokryty gontem i ozdobiony sześciokątną wieżyczką na sygnaturkę. Wieżyczka jest zwieńczona blaszanym hełmem cebulastym z latarnią. Wokół kościoła jest umieszczony wydatny okap. Wnętrze nakryte jest sklepieniem kolebkowym. Chór muzyczny jest podparty dwoma słupami i posiada prostą linię parapetu. Do wyposażenia kościoła należy ozdobna belka tęczowa z krucyfiksem oraz ołtarz główny powstały na przełomie XIX i XX wieku.

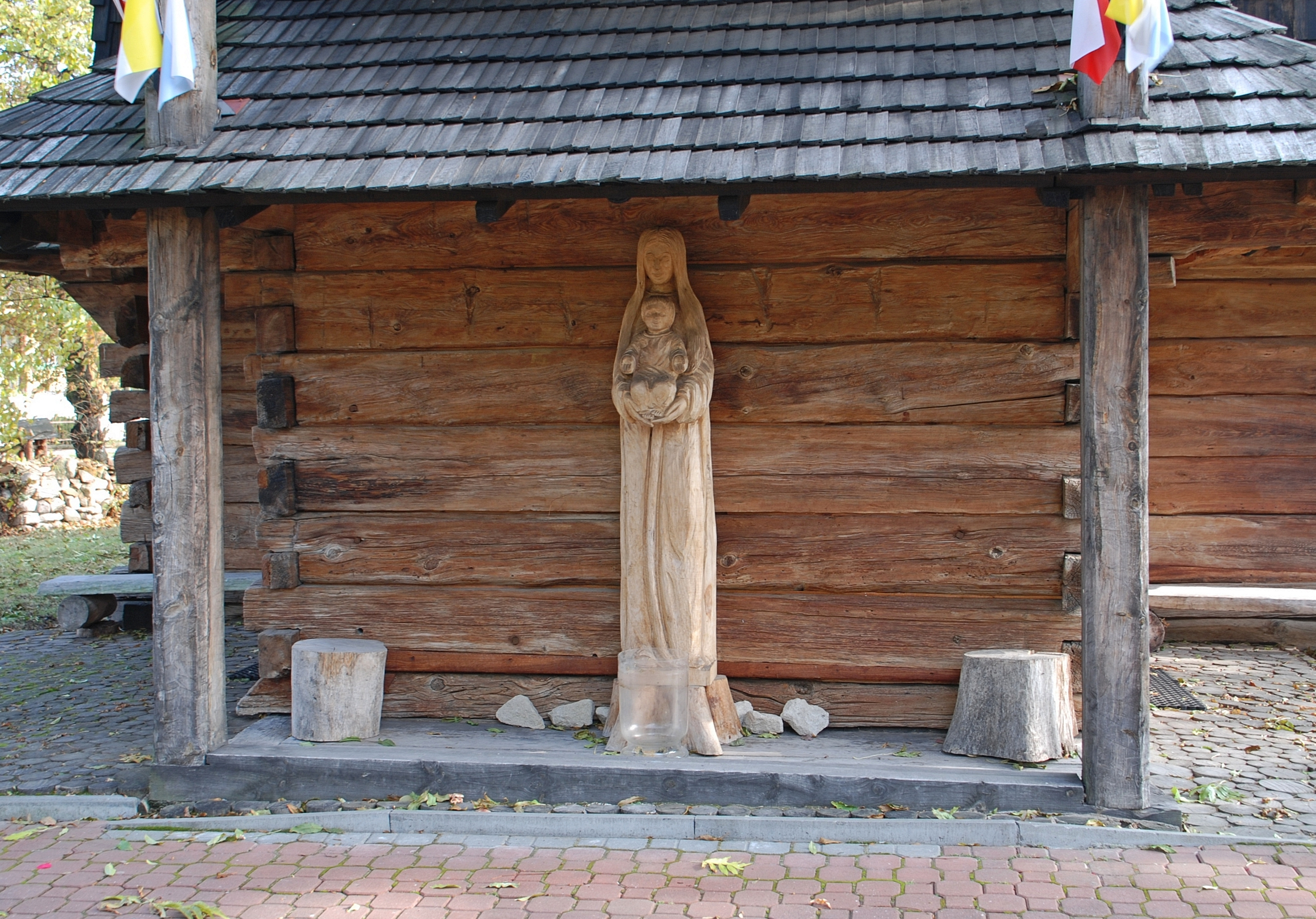
Fragment elewacji zachodniej
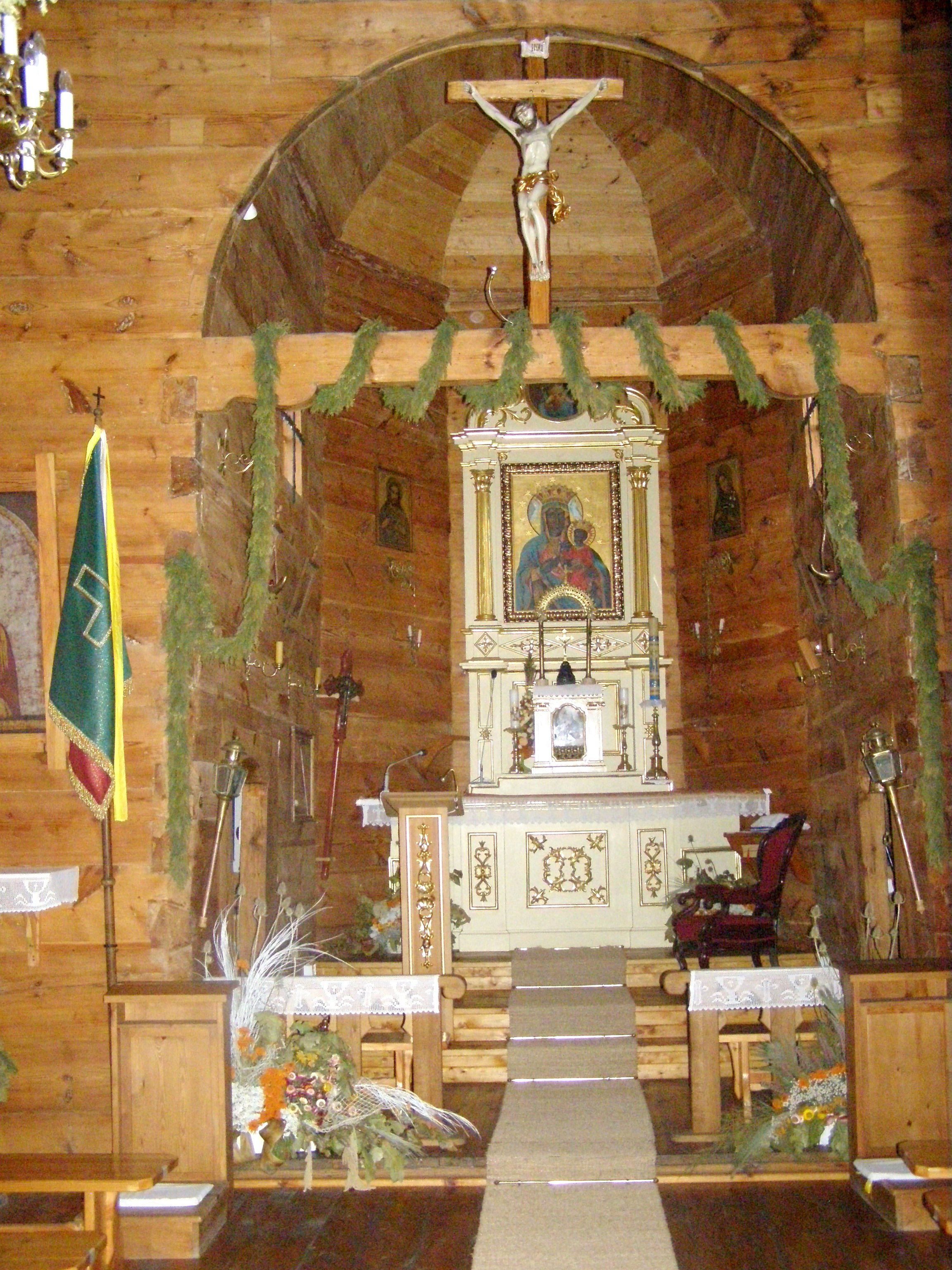
Wnętrze
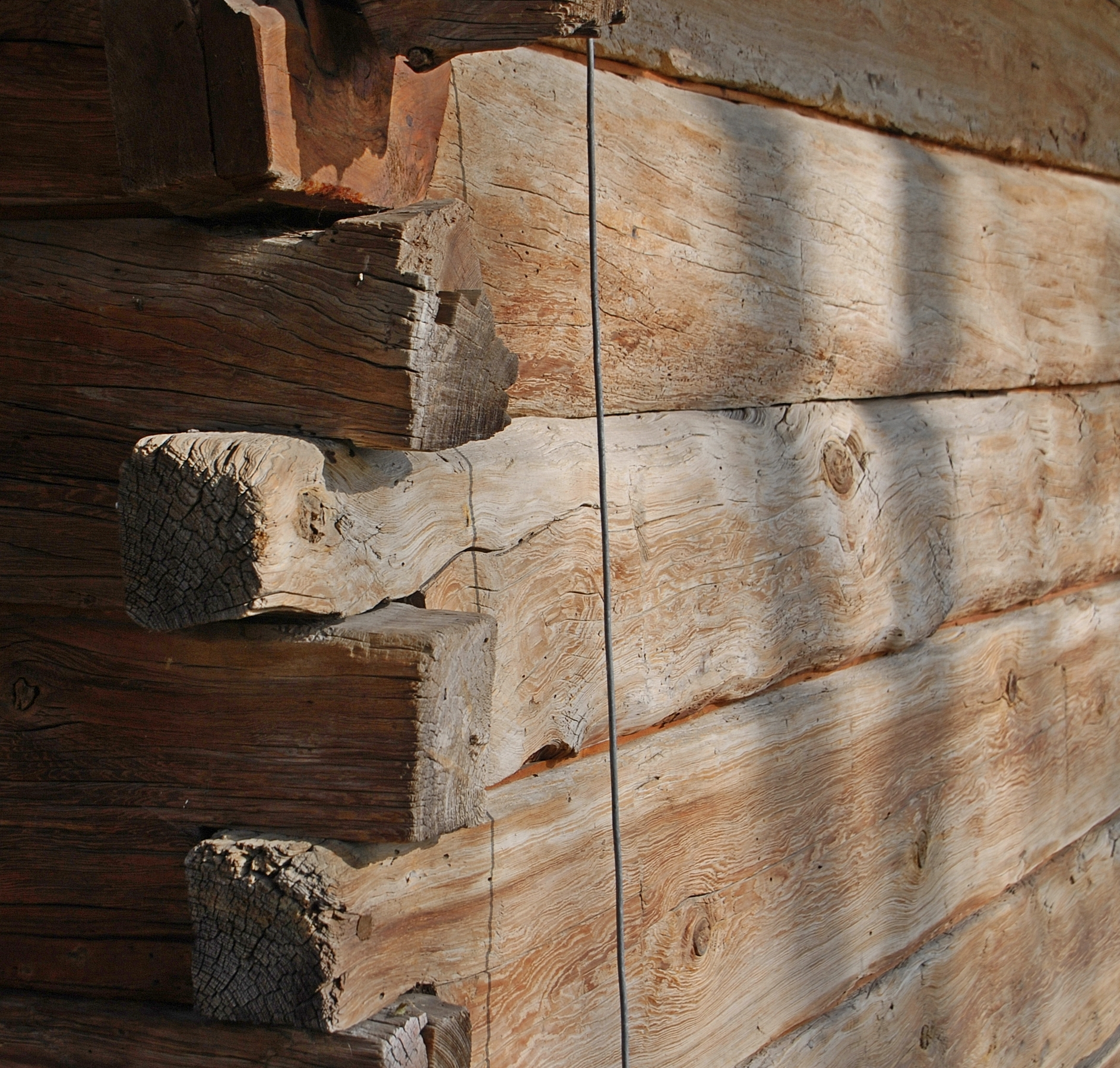
Konstrukcja ścian